# Сексуальний фетишизм
Сексуальний фетишизм — різновид парафілії, статевий потяг до різних предметів, частин тіла, одягу і т. д., що замінюють статевого партнера. Використання предметів, які призначені для безпосередньої стимуляції ерогенних зон — фалоімітаторів, вібраторів, страпонів тощо не є фетишизмом.

## Короткий опис
Фетиші можуть бути дуже різні і так само мати різне значення для людини. Фетишем можуть бути частини тіла чи елементи одягу, власне практично будь що. Чимало фетишів є настільки поширеними, що вважаються частиною норми, наприклад типовими чоловічими фетишами є розмір грудей, колір та довжина волосся тощо. Однак у психічно хворої людини фетиш значною мірою чи повністю заміщає сам об'єкт статевого потягу. Фетишизм може бути встановлений лише тоді, коли фетиш є найзначнішим джерелом сексуальної стимуляції чи необхідним для задоволення сексуального потягу.
Фетишистські фантазії дуже поширене явище, але не вважаються розладом доти, поки не призводять до ритуальних дій, що стають нездоланними і перешкоджають здійсненню статевого акту, викликаючи в людині страждання.
Фетишем є конкретний видимий предмет образ якого заповнюється еротичними фантазіями фетишиста. Людина має повну волю дій з фетишем, що при цьому не вимагає ніяких витрат психічної і фізичної енергії на партнера. Саме це є для багатьох фетишистів найбільш привабливим і дозволяє цілком віддатися своїм сексуальним фантазіям і мріям. Через це ж особистість партнера не має для фетишиста ніякого чи майже ніякого значення.
Фетишем-об'єктом сексуального потягу найчастіше служать предмети туалету (білизна, одяг, взуття), статуї (пігмаліонізм), а також окремі частини тіла (фетишизм ніг, рук, статевих органів і тощо). Фетишисти іноді крадуть білизну, одяг, взуття. Фетишизм може сполучитися з парафіліями. В ступені психічного розладу фетишизм зустрічається майже винятково у чоловіків. Потяг до визначених предметів, пов'язаних з насолодою, іноді спостерігається в дітей дошкільного віку.
Фетишизм як перверсія відображає порушення комунікації з бажаними об'єктами потягу. У ньому чітко проглядається замісний характер збочення. Фетиш звичайно символізує і заміщає або конкретний об'єкт любові, або збірний образ бажаних об'єктів за принципом «частина замість цілого». Фетиш допомагає підсилити яскравість фантазії і мріянь, зробити їх предметними і відчутними, домогтися максимального статевого збудження.
Елементи фетишизму супроводжують як нормальну, так і патологічну сексуальність. Подолання перешкод в отриманні фетиша (крадіжка) уже доставляє визначену насолоду. Статеве задоволення досягається не просто одержанням бажаного предмета, а шляхом його нюху, дотику, прикладання до статевих органів, «укладення» у постіль у сполученні з мастурбацією. «Білизняний» фетишизм нерідко супроводжується перевдяганням у білизну осіб протилежної статі, що представляє трансвестію як один з варіантів фетишизму. Перевдягання викликає статеве збудження, часто сполучається з мастурбацією, що дозволяє відрізнити його від звичайного трансвестизму.

## Поширеність
Поширеність фетишизму достеменно невідома. Більшість фетишистів — чоловіки. У дослідженні 2011 року 30 % чоловіків повідомляли про фетишистські фантазії, а 24,5 % брали участь у фетишистських вчинках. З тих, хто повідомляв про фантазії, 45 % сказали, що фетиш був інтенсивним сексуальним збудженням. Інше дослідження показало, що 28 % чоловіків і 11 % жінок повідомили про фетишистське збудження (включаючи ноги, тканини та предмети, «наприклад, взуття, рукавички або плюшеві іграшки»). 18 % чоловіків у дослідженні 1980 року повідомили про фетишистські фантазії.